# Signal (chanson de KAT-TUN)
Pour les articles homonymes, voir Signal.
Singles de KAT-TUN
Real Face
(2006) Bokura no Machi de
(2006)
Signal est le 2e single du groupe KAT-TUN sorti sous le label J-One Records le 19 juillet 2006 au Japon. Il atteint la 1re place du classement de l'Oricon. Il se vend à 450 752 exemplaires la première semaine et reste classé 23 semaines, pour un total de 569 527 exemplaires vendus. Il sort en format CD et CD+DVD.
Signal a été utilisé comme thème musical pour la publicité NTT DoCoMo New 9 Series. Signal est présente sur l'album Cartoon Kat-Tun II You.

## Liste des titres
| 1. | Signal                              | ma-saya      | Joey Carbone, Lisa Huang                      | 3:39 |
| 2. | I'll be with you                    | Yuuki Shirai | Shusui, Carl Sahlin, Peter Ledin, Peter Moden | 3:32 |
| 3. | Signal (Original Karaoke)           | ma-saya      | Joey Carbone, Lisa Huang                      | 3:39 |
| 4. | I'll be with you (Original Karaoke) | Yuuki Shirai | Shusui, Carl Sahlin, Peter Ledin, Peter Moden | 3:30 |

| 1. | Signal                    | ma-saya | Joey Carbone, Lisa Huang | 3:39 |
| 2. | Signal (Original Karaoke) | ma-saya | Joey Carbone, Lisa Huang | 3:39 |

| 1. | Signal (Making of) |  |